# Сборная Норвегии по футболу (до 19 лет)
Сборная Норвегии по футболу до 19 лет (норв. Norges G19-landslag i fotball) — национальная футбольная сборная Норвегии, за которую имеют право выступать игроки возрастом 19 лет и младше. Главным тренером сборной является Поль-Арне Йохансен. Юношеская сборная находится под управлением Норвежской футбольной ассоциации. Игроки сборной принимают участие в юношеском чемпионате Европы.

### Статистика выступления на чемпионатах мира
| Год   | Результат              | О                      | В                      | Н                      | П                      | ГЗ                     | ГП                     |                        |
| ----- | ---------------------- | ---------------------- | ---------------------- | ---------------------- | ---------------------- | ---------------------- | ---------------------- | ---------------------- |
| 1977  | Не прошла квалификацию | Не прошла квалификацию | Не прошла квалификацию | Не прошла квалификацию | Не прошла квалификацию | Не прошла квалификацию | Не прошла квалификацию | Не прошла квалификацию |
| 1979  | Не прошла квалификацию | Не прошла квалификацию | Не прошла квалификацию | Не прошла квалификацию | Не прошла квалификацию | Не прошла квалификацию | Не прошла квалификацию | Не прошла квалификацию |
| 1981  | Не прошла квалификацию | Не прошла квалификацию | Не прошла квалификацию | Не прошла квалификацию | Не прошла квалификацию | Не прошла квалификацию | Не прошла квалификацию | Не прошла квалификацию |
| 1983  | Не прошла квалификацию | Не прошла квалификацию | Не прошла квалификацию | Не прошла квалификацию | Не прошла квалификацию | Не прошла квалификацию | Не прошла квалификацию | Не прошла квалификацию |
| 1985  | Не прошла квалификацию | Не прошла квалификацию | Не прошла квалификацию | Не прошла квалификацию | Не прошла квалификацию | Не прошла квалификацию | Не прошла квалификацию | Не прошла квалификацию |
| 1987  | Не прошла квалификацию | Не прошла квалификацию | Не прошла квалификацию | Не прошла квалификацию | Не прошла квалификацию | Не прошла квалификацию | Не прошла квалификацию | Не прошла квалификацию |
| 1989  | Групповой этап         | 3                      | 1                      | 0                      | 2                      | 4                      | 5                      |                        |
| 1991  | Не прошла квалификацию | Не прошла квалификацию | Не прошла квалификацию | Не прошла квалификацию | Не прошла квалификацию | Не прошла квалификацию | Не прошла квалификацию | Не прошла квалификацию |
| 1993  | Групповой этап         | 3                      | 0                      | 1                      | 2                      | 0                      | 5                      |                        |
| 1995  | Не прошла квалификацию | Не прошла квалификацию | Не прошла квалификацию | Не прошла квалификацию | Не прошла квалификацию | Не прошла квалификацию | Не прошла квалификацию | Не прошла квалификацию |
| 1997  | Не прошла квалификацию | Не прошла квалификацию | Не прошла квалификацию | Не прошла квалификацию | Не прошла квалификацию | Не прошла квалификацию | Не прошла квалификацию | Не прошла квалификацию |
| 1999  | Не прошла квалификацию | Не прошла квалификацию | Не прошла квалификацию | Не прошла квалификацию | Не прошла квалификацию | Не прошла квалификацию | Не прошла квалификацию | Не прошла квалификацию |
| 2001  | Не прошла квалификацию | Не прошла квалификацию | Не прошла квалификацию | Не прошла квалификацию | Не прошла квалификацию | Не прошла квалификацию | Не прошла квалификацию | Не прошла квалификацию |
| 2003  | Не прошла квалификацию | Не прошла квалификацию | Не прошла квалификацию | Не прошла квалификацию | Не прошла квалификацию | Не прошла квалификацию | Не прошла квалификацию | Не прошла квалификацию |
| 2005  | Не прошла квалификацию | Не прошла квалификацию | Не прошла квалификацию | Не прошла квалификацию | Не прошла квалификацию | Не прошла квалификацию | Не прошла квалификацию | Не прошла квалификацию |
| 2007  | Не прошла квалификацию | Не прошла квалификацию | Не прошла квалификацию | Не прошла квалификацию | Не прошла квалификацию | Не прошла квалификацию | Не прошла квалификацию | Не прошла квалификацию |
| 2009  | Не прошла квалификацию | Не прошла квалификацию | Не прошла квалификацию | Не прошла квалификацию | Не прошла квалификацию | Не прошла квалификацию | Не прошла квалификацию | Не прошла квалификацию |
| 2011  | Не прошла квалификацию | Не прошла квалификацию | Не прошла квалификацию | Не прошла квалификацию | Не прошла квалификацию | Не прошла квалификацию | Не прошла квалификацию | Не прошла квалификацию |
| 2013  | Не прошла квалификацию | Не прошла квалификацию | Не прошла квалификацию | Не прошла квалификацию | Не прошла квалификацию | Не прошла квалификацию | Не прошла квалификацию | Не прошла квалификацию |
| 2015  | Не прошла квалификацию | Не прошла квалификацию | Не прошла квалификацию | Не прошла квалификацию | Не прошла квалификацию | Не прошла квалификацию | Не прошла квалификацию | Не прошла квалификацию |
| 2017  | Не прошла квалификацию | Не прошла квалификацию | Не прошла квалификацию | Не прошла квалификацию | Не прошла квалификацию | Не прошла квалификацию | Не прошла квалификацию | Не прошла квалификацию |
| 2019  | Квалифицировалась      | Квалифицировалась      | Квалифицировалась      | Квалифицировалась      | Квалифицировалась      | Квалифицировалась      | Квалифицировалась      | Квалифицировалась      |
| Итого | 2/20                   | 6                      | 1                      | 1                      | 4                      | 4                      | 10                     |                        |

## Участие в чемпионатах Европы
| Год   | Раунд                  |
| ----- | ---------------------- |
| 2002  | Групповой этап         |
| 2003  | Групповой этап         |
| 2004  | не прошла квалификацию |
| 2005  | Групповой этап         |
| 2006  | не прошла квалификацию |
| 2007  | не прошла квалификацию |
| 2008  | не прошла квалификацию |
| 2009  | не прошла квалификацию |
| 2010  | не прошла квалификацию |
| 2011  | не прошла квалификацию |
| 2012  | не прошла квалификацию |
| 2013  | не прошла квалификацию |
| 2014  | не прошла квалификацию |
| 2015  | не прошла квалификацию |
| 2016  | не прошла квалификацию |
| 2017  | не прошла квалификацию |
| 2018  | Групповой этап         |
| Итого | 4/17                   |

## Чемпионат Европы 2018
| М | Команда    | И | В | Н | П | Мячи  | ±  | О |
| - | ---------- | - | - | - | - | ----- | -- | - |
| 1 | Италия     | 3 | 2 | 1 | 0 | 5 − 3 | +2 | 7 |
| 2 | Португалия | 3 | 2 | 0 | 1 | 8 − 4 | +4 | 6 |
| 3 | Норвегия   | 3 | 1 | 1 | 1 | 5 − 5 | 0  | 4 |
| 4 | Финляндия  | 3 | 0 | 0 | 3 | 2 − 7 | −5 | 0 |

| 16 июля 2018 15:00 | \| Норвегия \| 1:3 (0:2) Отчёт \| Португалия \| \| Эман Маркович 82′ \| Голы \| 24′, 90+3′ Франсишку Тринкан · 41′ Мигел Луиш \| | «Хиеталахти», Вааса Зрителей: 1830 Судья: Хуан Мартинес Мунуэра |
| Норвегия           | 1:3 (0:2) Отчёт | Португалия                                                      |
| Эман Маркович 82′  | Голы | 24′, 90+3′ Франсишку Тринкан · 41′ Мигел Луиш                   |

| 19 июля 2018 18:30                           | \| Финляндия \| 2:3 (1:1) Отчёт \| Норвегия \| \| Ээту Вертайнен 29′ (пен.) · Саку Юлятупа 53′ \| Голы \| 11′ Йенс Петер Хеуге · 90′ Эрик Ботхейм · 90+2′ Кристиан Борхгревинк \| | «ОмаСП», Сейняйоки Зрителей: 5003 Судья: Жонатан Лардо               |
| Финляндия                                    | 2:3 (1:1) Отчёт | Норвегия                                                             |
| Ээту Вертайнен 29′ (пен.) · Саку Юлятупа 53′ | Голы | 11′ Йенс Петер Хеуге · 90′ Эрик Ботхейм · 90+2′ Кристиан Борхгревинк |

| 22 июля 2018 18:30 | \| Италия \| 1:1 (0:0) Отчёт \| Норвегия \| \| Мойзе Кен 83′ \| Голы \| 62′ (пен.) Эрлинг Холанн \| | «ОмаСП», Сейняйоки Судья: Эндрю Дэллэс |
| Италия             | 1:1 (0:0) Отчёт                                                                                     | Норвегия                               |
| Мойзе Кен 83′      | Голы                                                                                                | 62′ (пен.) Эрлинг Холанн               |

| 26 июля 2018 13:00 | \| Норвегия \| -:- \| Англия \| | «ОмаСП», Сейняйоки |
| Норвегия           | -:-                             | Англия             |